# Christian Vilches
Pour les articles homonymes, voir Vilches.
Christian Alberto Vilches González (né le 13 juillet 1983 à Santiago) est un footballeur international chilien, qui joue au poste de défenseur central avec le Deportes Magallanes.

## Biographie

### En club
Christian Vilches évolue au Chili et au Brésil.
Il dispute 21 matchs en première division brésilienne et plus de 300 matchs en première division chilienne.
Il est quart de finaliste de la Copa Sudamericana en 2015 avec l'Atlético Paranaense.

### En équipe nationale
Christian Vilches reçoit deux sélections en équipe du Chili. Il joue son premier match en équipe nationale le 4 septembre 2011, en amical contre le Mexique (défaite 1-0). Il dispute son second match le 8 octobre 2015, contre le Brésil. Ce match gagné 2-0 rentre dans le cadre des éliminatoires du mondial 2018.

## Palmarès
- Vainqueur du Tournoi de clôture du championnat du Chili en 2014 avec Coco Colo
- Vainqueur du Campeonato Nacional de Transición en 2017 avec l'Universidad de Chile
- Finaliste du Tournoi de clôture du championnat du Chili en 2008 avec le CD Palestino
- Champion du Paraná en 2016 avec l'Atlético Paranaense